# Lola Brah
Lola Brah (Rússia, Kirov 01 de julho de 1920 — São Paulo, 14 de julho de 1981) foi uma atriz do cinema e da TV.

## Biografia
Nascida na Rússia com o nome de Eleonora Beinarowicz, veio para o Brasil com a família em 1933 e se naturalizou brasileira em 1948.
Estreou no cinema brasileiro em 1953 na comédia "Uma pulga na balança" e depois fez filmes importantes como "Floradas na Serra", "Ravina", "Estranho Encontro" e "Fronteiras do Inferno".
Pelo filme de Walter Hugo Khouri, "Estranho Encontro", ganhou os prêmios Governador do Estado e Saci de melhor atriz do ano.
Bonita e sofisticada, fazia o gênero "femme fatale", se destacando em filmes importantdurante sua carreira como "Bahia de Todos os Santos", "O Bandido da Luz Vermelha", "Paixão na praia", "A Marcha" e "Mestiça, a Escrava Indomável".
Em TV fez a telenovela "A Cabana do Pai Tomás" e vários teleteatros na TV Cultura.

## Filmografia[1]

### Cinema
| Ano  | Título                                 | Personagem          | Notas              |
| ---- | -------------------------------------- | ------------------- | ------------------ |
| 1982 | Sexo às Avessas                        | Dona Diva           | Lançamento póstumo |
| 1981 | Mulher Objeto                          | Monitora            |                    |
| 1981 | As Taras de Todos Nós                  | Luíza               |                    |
| 1980 | Palácio de Vênus                       | Berenice            |                    |
| 1980 | O Inseto do Amor                       | Madre               |                    |
| 1979 | A Mulher que Inventou o Amor           | Mentora de Doralice |                    |
| 1978 | Reformatório das Depravadas            | Frau Gelli          |                    |
| 1978 | O Estripador de Mulheres               | Parteira            |                    |
| 1978 | O Bem Dotado - O Homem de Itu          | Madame              |                    |
| 1978 | Embalos Alucinantes: A Troca de Casais | Cristina            |                    |
| 1977 | Noite em Chamas                        | Virgínia            |                    |
| 1977 | Pensionato das Vigaristas              | Mulher de preto     |                    |
| 1976 | A Noite das Fêmeas                     | Cristina            |                    |
| 1975 | As Secretárias...Que Fazem Tudo        | Madame              |                    |
| 1975 | O Sexualista                           | Zizica              |                    |
| 1975 | Cada Um Dá o Que Tem                   | Yara                |                    |
| 1974 | Ainda Agarro Esta Vizinha...           | Olga                |                    |
| 1974 | Mestiça, a Escrava Indomável           | Maria               |                    |
| 1972 | Independência ou Morte                 | Dama do Paço        |                    |
| 1972 | A Marcha                               | Nelle Jovine        |                    |
| 1971 | Paixão na Praia                        | Baronesa            |                    |
| 1969 | O Bandido da Luz Vermelha              | Mulher Rica         |                    |
| 1964 | O Vigilante Contra o Crime             | —                   |                    |
| 1961 | Bahia de Todos os Santos               | Miss Collins        |                    |
| 1959 | Fronteiras do Inferno                  | Dama do alojamento  |                    |
| 1958 | Estranho Encontro                      | Wanda               |                    |
| 1958 | Ravina                                 | —                   |                    |
| 1957 | Casei-me com um Xavante                | Madame Tânia        |                    |
| 1956 | A Pensão da D. Stela                   | Zazá                |                    |
| 1954 | Floradas na Serra                      | Olga                |                    |
| 1953 | Uma Pulga na Balança                   | Bibi                |                    |

### Televisão
| Ano  | Título                 | Personagem              | Nota                               |
| ---- | ---------------------- | ----------------------- | ---------------------------------- |
| 1976 | Teatro 2               | —                       | Episódio: "Livro de São Cipriano"  |
| 1975 | Teatro 2               | —                       | Episódio: "A Ceia dos Cardeais"    |
| 1969 | A Cabana do Pai Tomás  | Condessa Andressa Grend |                                    |
| 1961 | O Vigilante Rodoviário | Lola                    | Episódio: "Aventura em Ouro Preto" |
| 1956 | Grande Teatro Tupi     | Herodias                | Episódio: "Salomé"                 |

## Prêmios e Indicações
| Ano  | Prêmio                                                     | Indicação                | Trabalho                            | Resultado | ref    |
| ---- | ---------------------------------------------------------- | ------------------------ | ----------------------------------- | --------- | ------ |
| 1978 | Prêmio APCA                                                | Melhor Atriz Coadjuvante | Pensionato das Vigaristas           | Venceu    | [ 7 ]  |
| 1971 | Festival de Cinema do Guarujé                              | Melhor Atriz Coadjuvante | Paixão na Praia                     | Venceu    | [ 8 ]  |
| 1958 | Prêmio Associação Brasileira de Cronistas Cinematográficos | Melhor Atriz Coadjuvante | Estranho Encontro                   | Venceu    | [ 9 ]  |
| 1958 | Prêmio Saci                                                | Melhor Atriz Coadjuvante | Estranho Encontro                   | Venceu    | [ 9 ]  |
| 1958 | Prêmio Governador do Estado                                | Melhor Atriz Coadjuvante | Estranho Encontro                   | Venceu    | [ 9 ]  |
| 1958 | Prêmio Cidade de São Paulo                                 | Melhor Atriz             | Estranho Encontro                   | Venceu    | [ 9 ]  |
| 1957 | Prêmio Governador do Estado                                | Melhor Atriz Coadjuvante | A Pensão da D. Stela                | Venceu    | [ 10 ] |
| 1956 | Prêmio Associação Brasileira de Cronistas Cinematográficos | Melhor Atriz Coadjuvante | A Pensão da D. Stela                | Venceu    | [ 10 ] |
| 1954 | Prêmio O Índio                                             | Melhor Atriz Coadjuvante | Floradas na Serra (com Liana Duval) | Venceu    | [ 11 ] |
| 1954 | Prêmio Associação Brasileira de Cronistas Cinematográficos | Melhor Atriz Coadjuvante | Floradas na Serra (com Liana Duval) | Venceu    | [ 11 ] |